# ジャック・ジョゼフ・エベルマン
ジャック・ジョゼフ・エベルマン（Jacques-Joseph Ebelmen, 1814年7月10日 - 1852年3月31日）はフランスの化学者である。サファイアなどの人造宝石の合成に成功した。
ドゥー県ボーム・レ・ダムで生まれた。エコール・ポリテクニークなどで学んだ後、国立鉱山学校の教授となり1845年に国立セーブル製陶所 (Manufacture nationale de Sèvres) の所長となった。1847年に融剤を用いることによりサファイアやスピネルなどを乾式で合成する方法を開発した。翌1848年には小さな結晶ではあったがエメラルドの合成にも成功している。1852年、ロンドン万国博覧会から帰国した直後に脳炎に罹り、37歳で他界した。
国際地球化学連合 (International Association of GeoChemistry) では地球化学の分野の若手の研究者に贈られるエベルマン賞を設けた。